# Godeanu
Godeanu là một xã thuộc hạt Mehedinți, România. Dân số thời điểm năm 2002 là 785 người.